# 青柳勧
青柳 勧（青栁 勧、あおやぎ かん、1980年8月19日 - ）は、京都府出身の水球選手。愛称は「皇帝」。

## 来歴
小学校3年生の時に京都踏水会で水球をはじめ、京都府立鳥羽高等学校へ進学。1998年には元ユーゴスラビア代表監督であり、日本水球界初の外国人監督であったドラガン・アンドリッチにより、水球男子日本代表に選出された。
その後筑波大学へ進み、大学1年を終えると同時にスペインへ渡ってプロ1部リーグでプレー。1シーズン20得点をマークしてチームに大きく貢献した。
2004年、イタリアのプロチーム・ベルガモ（セリエA）と契約、世界有数のスピードとシュートを武器にセリエA2北の得点王。
その実績が評価され、イタリアのセリエA1四強の一つ『ブレッシア』でプレー。日本人初のチャンピオンズリーグ出場も決めている。
2006年のアジア大会では決勝戦で中国に敗れたものの2大会連続の銀メダルに大きく貢献。2007年3月にメルボルンで行われた世界選手権にも4大会連続で出場。
2007-08シーズンより、モンテネグロのブドバでプレー。ブドバはモンテネグロの4強チームで、LENトロフィーにも出場。チーム躍進のキーマンとなった。
帰国時には、多数のメディアにも出演。
2009年10月からは新潟産業大学に教員として着任。
2010年7月、クラブチーム「ブルボンウォーターポロクラブ柏崎」を発足させ、選手兼任監督に就任。日本に帰国後は日本代表に復帰。
2012年1月、水球日本代表チーム「ポセイドンジャパン」の主将としてロンドンオリンピック出場権を賭けてアジア地区予選（兼アジア選手権）に出場したが、出場権は得られなかった。
ブルボンウォーターポロクラブ柏崎では、GMとして2010年から2021年まで活動をしている。
2022年3月現在、シンガポール代表テクニカルディレクターとして活躍の場を広げている。

## 情報
- 月刊スイミングマガジン連載
- 月刊水球マガジン連載
- きらり☆夢ファイル（テレビ新潟） - 2010年7月14日放送分